# Micologia médica

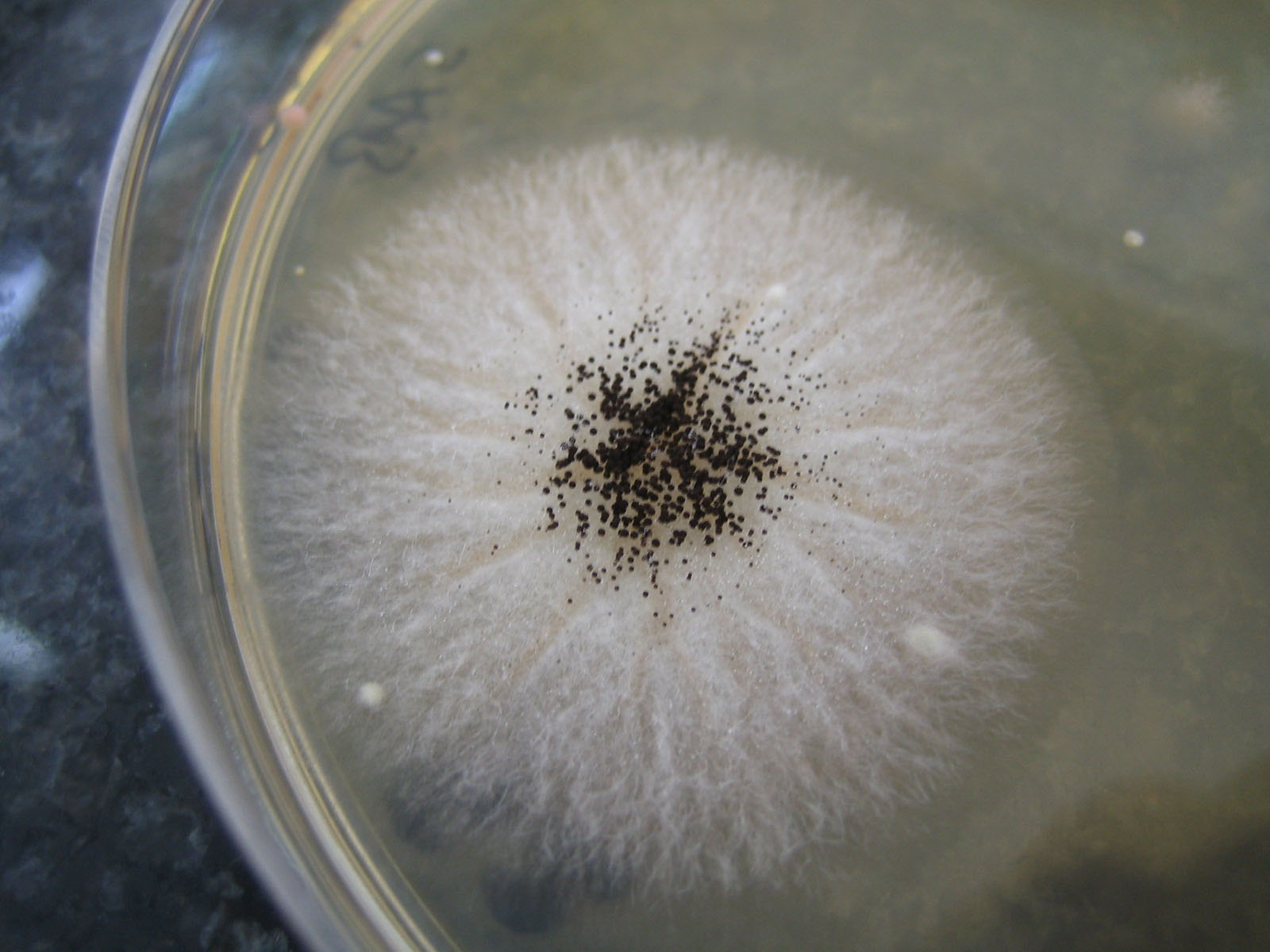
Cultivo de fungo em meio de Sabouraud dentro de uma placa de Petri.

Micologia Médica é a ciência que estuda os fungos de importância médica
Os fungos são uma classe distinta de microorganismos. Em sua maioria são de vida livre, exercendo um papel importante de decomposição da matéria orgânica. São eucariotas, enquadrados no reino Fungi (eumicota), o qual inclui os fungos, os líquens e as algas do gênero Prototheca, todos caracterizados pela incapacidade de formação de tecidos verdadeiros. São dotados de um nível de complexidade superior ao das bactérias. Podem ser unicelulares ou adotar uma organização multicelular de complexidade entre a dos protozoários e a das plantas.
Há mais de 200.000 espécies conhecidas, das quais um número inferior a 100 são consideradas patogênicas ao homem. A micologia médica diz respeito principalmente a esses últimos (estuda também os actinomicetos e as algas patógenas ao homem (Prototheca e Chlorella), e estuda:
- Sua classificação.
- Sua morfológia.
- Sua Patogenia e Epidemiologia.
  - Como agentes diretos de infecções ou micoses.
  - Como produtores de reações de hipersensibilidade.
  - Como agentes de micetismo.
  - Como agentes de micotoxicoses.
- Os métodos laboratoriais de sua detecção e diagnóstico, incluindo provas imunológicas.
- Os recursos terapêuticos disponíveis.
- As medidas de controle coletivo e individual das doenças relacionadas a fungos.

## Profissionais envolvidos
A micologia médica envolve a atuação dos taxonomistas, na classificação e análise das espécies e gêneros de fungos detectados em materiais clínicos; dos clínicos e infectologistas, na análise dos quadros clínicos associados a estas doenças; dos patologistas e patologistas clínicos, na análise de materiais provenientes dos doentes e ambientes contaminados; e os epidemiologistas, na avaliação coletiva de causalidade e ocorrência das doenças.